# North Leigh
North Leigh är en ort och civil parish i grevskapet Oxfordshire i England. Orten ligger cirka 5 km nordost om Witney.
Orten North Leigh hade 1 552 invånare vid folkräkningen 2011, medan parishen hade 1 928 invånare.